# Emma Gray Munthe
Emma Kristina Douglas Gray Munthe, född 1 oktober 1976 i Kalmar, är en svensk programledare, redaktör, reporter och filmkritiker. Hon är gift med filmskaparen Martin Munthe.
År 2003 efterträdde hon Orvar Säfström som programledare för TV-programmet Z Film i ZTV då Säfström anställdes av SVT. Våren 2004 följde Gray Munthe dock efter Säfström till SVT och blev recensent på Filmkrönikan. Sedan mars 2007 är hon filmrecensent på Aftonbladet och har även recenserat i tidningen Glamour. 2014 tog hon över som konstnärlig ledare för Lilla filmfestivalen i Båstad. År 2018 blev hon ny projektledare för Bergmanveckan på Fårö.

## TV-program (i urval)
- 2003 - Z Film
- 2004 - Filmkrönikan